# Schossberger-ház
A Schossberger-ház egy budapesti díszes lakóépület.
A Budapest VII. kerületében a Teréz körút 1. szám alatt jegyzett, a Király utca és a Szófia utca által határolt nagyméretű épület 1885 és 1886 között épült lakóházat Schossberger Henrik bankár és cukorgyáros megbízásából Schmahl Henrik tervezte. A három lépcsőházzal rendelkező épület külsejét és belsejét jelentős mértékben díszítették, azonban már már egy része meglehetősen leromlott állapotba került.